# Kryry
Kryry település Csehországban, Lounyi járásban. Kryry Blatno, Petrohrad, Očihov, Vroutek, Blšany, Krty, Hořovičky és Kolešov településekkel határos. Lakosainak száma 2371 fő (2024. január 1.).

## Népesség
A település lakosságának változását az alábbi diagram mutatja:
| Lakosok száma | 2914 | 3731 | 4103 | 2384 | 2573 | 2446 | 2302 | 2345 | 2352 | 2371 |
|               | 1869 | 1890 | 1921 | 1950 | 1980 | 2001 | 2017 | 2019 | 2022 | 2024 |